# Dieter Haidt
Dieter Haidt (* 1940) ist ein deutscher Physiker.

## Leben
Haidt machte 1958 sein Abitur am Kepler-Gymnasium in Tübingen und studierte danach Physik an der Universität Tübingen mit dem Diplomabschluss in Experimentalphysik 1965. Danach wechselte er an die RWTH Aachen, wo er Mitglied der X2 Kollaboration war. Außerdem war er 1966 Gastwissenschaftler am University College London. 1969 wurde er an der RWTH Aachen summa cum laude promoviert und 1970 erhielt er die Borchers Medaille. Ab 1970 war er Mitglied der Gargamelle Kollaboration am CERN (von der RWTH Aachen aus) und 1971 bis 1978 angestellt am CERN. Mit der Gargamelle Kollaboration gelang dort 1973 die Entdeckung schwacher neutraler Ströme (Z-Boson). Die Kollaboration suchte danach in Neutrinoreaktionen ohne Myonenerzeugung. Die schnelle Anerkennung war nicht zuletzt auf Berechnungen von Haidt zurückzuführen, der zeigte, dass es sich um einen neuartigen Effekt handelte (und nicht etwa um Wechselwirkungen zum Beispiel von Neutronen). Beteiligt an dem Experiment waren auch Antonino Pullia, Helmut Faissner (1928–2007), André Lagarrigue (1924–1975).
Er war Sprecher des Neutrino-Propane Experiments an der Gargamelle-Blasenkammer und er war an Neutrinoexperimenten am BEBC Detektor beteiligt. Ab 1979 bis 2004 war er Senior Scientist am DESY. 1979 bis 1986 war er Mitglied der JADE Kollaboration am DESY und ab 1994 der H1 Kollaboration. Er war Mitglied des Physics Research Committee (PRC) des DESY und organisierte die DESY Seminare. 2007 erhielt er Emeritus Status.
1987/88 war er Gastwissenschaftler am KEK in Japan.
2011 erhielt er mit Pullia den Premio Enrico Fermi. 2009 erhielt die Gargamelle Kollaboration den Hochenergie- und Teilchenphysik-Preis der European Physical Society.
1986 bis 1997 war er Herausgeber der Zeitschrift für Physik C und 1997 bis 2006 Herausgeber von dessen Nachfolger European Physical Journal C.